# 陳美威
陳美威（英語：Gary Chen，1962年9月15日—）資深音樂人。曾任滾石唱片制作總監、索尼音樂音樂總監、現任1500聲量音創北京校區校長，北京現代音樂研修學院客座教授。
曾任《中國好聲音》、《中國好歌曲》等音樂節目專業評審，任2023《聲生不息-寶島季》音樂監制。
合作藝人包括張學友、譚詠麟、張國榮、李克勤、葉倩文、陳奕迅、Beyond、陳潔儀、周傳雄、巫啟賢、鄭秀文、艾怡良、楊丞琳、李宇春、胡夏、蘇醒、周曉鷗、沙寶亮等。

## 職業經歷
- 1981-1985：校園民歌手
- 1985-1986：二分之一傳播公司-制作人
- 1986-1989：齊飛/寶麗金唱片制作部主管
- 1987：發行專輯_二元一次_走鋼索的人[4]
- 1989-1990：滾石唱片制作部副理
- 1990-1992：滾石集團天天唱片制作總監
- 1992-1996：瑞星/立得唱片音樂總監
- 1996-2006：成立 西奇音樂工作室/Wonder Music
- 2006-2017：索尼音樂（中國）藝人暨音樂總監[5]
- 2012- 至今：北京現代音樂研修學院客座教授、擔任比賽評委。[6]
- 2017：創立興起發光音樂文化。[7]
- 2022- 至今：寧波睿柏音樂學校名譽院長
- 2023：湖南衛視 / 芒果TV 聲生不息-寶島季 音樂監制[8]
- 2023：1500 聲量音創學院北京校區校長

## 部分代表作
- 陳奕迅《一滴眼淚》
- 楊丞琳《曖昧》
- 張學友《在我心深處》
- 張學友《意亂情迷》
- 譚詠麟《半夢半醒之間》
- 周華健《這城市有愛》
- 巫啟賢《痛快的活》
- 金貴晟《虹之間》[9]